# 灰鷹幻境
《灰鷹幻境》，是由Idea Factory開發，Intra Games發行的文字冒险少女遊戲，遊戲於2016年9月29日在PlayStation Vita發行日文版，2019年8月30日透过Steam商店於Microsoft Windows平台上發行。

## 遊戲內容
遊戲屬於多重結局系統，玩家遊戲時須操縱遊戲主角艾兒來選擇選項，不一樣的選擇選項可以將劇情故事引導到不同的結局，玩家也可以從劇情流程圖中跳轉至劇情分支處中選擇選項。
劇情中，人稱鷹之一族與狼之一族的兩派勢力相互抗衡、統治這座小鎮，一名只要情緒激動眼睛就會變紅的少女艾兒便出生在這座小鎮上。紅眼在這座小鎮上被認為是「魔女的象徵」，因此遭人忌諱，少女畏懼自己會遭到迫害，所以她以女扮男裝方式偽裝真實身分，並住進森林中的一座塔中，與她共同居住的是一名自稱塔之主的獨眼男子。少女每天隱藏自己的性別，並與自己的夥伴快樂相處，直到有天，教堂發生了偷竊事件，被盜物是一個名為「萬花筒」的神祕寶物。以此事件為契機，艾兒逐漸得知鎮上藏有的「魔石」以及自己出生的秘密。在種族對立的坎坷命運中身不由己的艾兒，她的選擇究竟是溫柔的絕望，還是傷痕累累的希望。

## 角色
艾兒／傑德（配音：田村睦心）
擁有「魔女的象徵」的少女，右眼會因情緒激動而變紅，為了隱藏自己的身分，她以女扮男裝的方式生活在鎮外森林中的一座塔裡，平日到鎮上打雜工維生，擅長洗衣做飯等各類家務事，總是被塔之主呼來喚去。
塔之主（配音：平川大輔）
與艾兒共居的獨眼守護者，是個能夠隨意隱藏自身的人物，因為特別怕麻煩，所以不常在他人面前現身，喜歡透過親吻艾兒的眼臉來安撫她變紅的右眼，並將此行為稱之為咒語。沒有關於自己以往的記憶。
拉凡（配音：日野聰）
將成為下任狼之一族當家的青年，平時總是為他人著想，因此很受人景仰，他本人擔任狼族青年組的警衛隊隊長，做事總能比艾兒做得更好一些，就像艾兒的親哥哥一樣。
萊維（配音：齊藤壯馬）
與拉凡同為狼之一族當家的兒子，同時也是拉凡的弟弟，雖然話有些多，但卻是個經常協助哥哥的開朗青年，雖把艾兒當作是弟弟看待，但卻經常反被說教。
弗朗西絲卡（配音：大原沙耶香）
狼之一族當家的妻子，是拉凡和萊維的母親，雖然知道艾兒右眼的秘密，但卻對她愛護有加。她代替已逝的丈夫擔任狼族的當家，是艾兒心目中最溫柔又堅強的女性。
盧格斯（配音：古川慎）
鷹之一族當家的兒子，總是透漏股威壓感十足的冷酷表情，讓人感到難以親近。對自己的父親奧爾迦尊敬有加，時常在工作上給予父親協助，雖擔任鷹族青年團的隊長，但卻與其他成員少有來往，總是孤身一人行動。
奧爾迦（配音：森川智之）
鷹之一族的當家，盧格斯與缇伊的父親，使用強權的方式統治這片土地。生性殘忍，對反抗者毫不留情，鎮上的人們都十分懼怕他。
缇伊（配音：山岡百合）
鷹之一族當家的女兒，盧格斯之妹，抱有相當高的自尊心，總是擺出一副高高在上和任性的態度來對待他人。只是最近對某位男性有了愛慕之心，偶爾也會流露出少女的一面。
艾爾利克（配音：石川界人）
以孤兒的身分與勞倫斯同居於教堂的少年。說話不饒人，讓人覺得他有點性格囂張，平時身上都會帶著兔子。在鎮上是名萬事通，常提供給主角一些消息。
勞倫斯（配音：鳥海浩輔）
居住在鎮上教堂裡的代理神父，同時照顧著孤兒艾爾利克，因為教堂遺失了「某件擺設」而向艾兒發出委託。
休（配音：浪川大輔）
一名神秘青年，常在艾兒面前神出鬼沒，知道許多有關於「某件擺設」的秘密，至於是敵是友，目前尚不明朗。

## 外部連結
- 灰鷹幻境 日文官方網站 （页面存档备份，存于）
- 灰鷹幻境 中文官方網站 （页面存档备份，存于）